# Aoto Ōsako
Aoto Ōsako (japanisch 大迫 蒼人 Ōsako Aoto; * 23. Mai 2003 in der Präfektur Tokio) ist ein japanischer Fußballspieler.

## Karriere
Ōsako erlernte das Fußballspielen in der Jugendmannschaft vom FC Tokyo. Die U23-Mannschaft des Vereins spielte in der dritten Liga, der J3 League. Bereits als Jugendspieler absolvierte er zwei Drittligaspiele.